# Brian McArdle
Brian McArdle (ur. 19 kwietnia 1911 w Londynie, zm. 1 sierpnia 2002) – angielski pediatra, odkrywca jednej z chorób spichrzeniowych glikogenu – glikogenozy typu V, nazwanej na jego cześć chorobą McArdle’a.
W 1951 opublikował roku pracę naukową pt.: Myopathy due to a defect in muscle glycogen breakdown. Opisał w niej młodego mężczyznę, u którego przez całe życie występowały wysiłkowe bóle i sztywność mięśni - objawy, które poprzedni lekarze uznali za wymyślone. Schorzenie to znane jest obecnie jako glikogenoza typu V. 